# Lectures actives
Lectures actives est une série de manuels de lecture réalisés par Germaine et Maurice Duru, respectivement directrice d'école et inspecteur de l'enseignement primaire, et utilisés dans les années 1950 et 1960 dans bon nombre d’écoles primaires françaises.

## Présentation
Plusieurs manuels successifs ont porté ce nom, certains ayant fait l'objet de rééditions :
- Lectures actives - Certificat d'Études Primaires (1949)
- Lectures actives - Classes et Centres d'apprentissage (1949)
- Lectures actives - Cours moyen - Classes de 8e et de 7e (1951)
- Lectures actives - Cours moyen 1re année (1953)
- Lectures actives - Cours moyen 2e année (1956)
- Lectures actives - Cours élémentaire (1954)
- Lectures actives - Textes documentaires CEP (1954)
- Lectures actives - Cours élémentaire 1re année (1956)
- Lectures actives - Cours élémentaire 2e année (1956)
- Ainsi Font Font Font - Lectures actives - Premier livre (1955)
- 3 petits tours… et puis s'en vont - Lectures actives - Second livre (1957)

L’éditeur était Hachette (collection Classiques Hachette), 79 boulevard Saint-Germain, Paris VIe.
Il s'agissait de recueils cartonnés (toilés pour certains) et reliés, de textes d'auteurs français et étrangers en faveur à l'époque, illustrés et accompagnés d'explications et d'exercices. On retrouve bon nombre de ces auteurs dans d'autres manuels tels que Toute une année de lecture par exemple.
Les manuels parus dans la collection Classiques Hachettes portaient en couverture la silhouette d'un écolier et d'une écolière se tenant par la main, sur un fond évoquant des réalisations technologiques (moyens de transport, pylône électrique, appareils ménagers) entremêlés de motifs végétaux (signature dessinateur : JN).
Ces manuels, devenus relativement rares, trouvent toujours amateur chez les bouquinistes ou sur les sites d'enchères en ligne.

## Lectures actives - Certificat d'Études primaires
Parution1949
Pagination278 pages

## Lectures actives - Classes et Centres d'apprentissage
Parution1949
Pagination376 pages

## Lectures actives - Cours moyen1reannée
CopyrightLibrairie Hachette 1953
Parution2e trimestre 1953
ImprimeurBrodard et Taupin
Format17 x 24,4 cm
Couleur de la couverturevert et beige
Pagination240 pages
IllustrationsP. Leconte
Ce manuel propose 115 textes (dont 17 poèmes), regroupés en 27 thèmes (Plaisirs d'hier, La Chasse est ouverte, Jouets et jeux, Histoires de bêtes, Aventures et imprudences, etc.)
Les textes en prose sont généralement présentés sur une double page, et illustrés d'une ou deux vignettes en deux couleurs.
NB. Autre édition (1953) : couverture bleue, illustrations Jean Trubert.
Liste alphabétique des auteurs
| Textes en prose - Paul Arène - Marcel Arland (2) - Claude Aveline - Marcel Aymé - André Baruc - Charles Baudoin (2) - Waldemar Bonsels - Henri Bosco - Vincent Boucau - Léonce Bourliaguet (3) - Gil Buhet - Hélène Chassériau - Gaston Chérau - A.J. Cronin - Tristan Derème - Raymond Dumay (3) - Paul Eiper - Luc Estang - Geneviève Fauconnier | - A. Ferrières - Marie Gasquet - Luce Gaudeau - Gérard Gailly (2) - Judith Gautier (2) - Maurice Genevoix - J. Girardin - Jean Giraudoux - Maxime Gorki (3) - Georges Guignard - Louis Guilloux - Sacha Guitry - Ernest Hemingway - Émile Henriot - Ernest Jaubert - Jerome K. Jerome - Joseph Kessel - Hugues Lapaire - Paule Lavergne - Georges Le Sidaner (2) | - Pierre de Latil - L. Lemonnier - Madeleine Ley - Maurice Maeterlinck - Simone Martin-Chauffier - Ludovic Massé - François Mauriac - Pierre Mélon - Fernand Mery (2) - Georges Nigremont - Marie Noël - Odette Pannetier (3) - Henri Pourrat - René Préjelan - Simone Ratel (2) - M.K. Rawlings - Isabelle Rivière (3) - Mazo de la Roche - Lina Roth (2) - Gabrielle Roy | - Claire Sainte-Soline (3) - Samivel - Marcel Schneider - Richard St. Barbe Baker - André Theuriet (2) - Robert de Traz - Sigrid Undset (2) - Albert t'Serstevens - Roger Vercel - Marcelle Vérité - F. Vialle - Charles Vildrac (3) - Jean Viollis - Colette Vivier - P. Wolff | Textes en vers - Théodore de Banville - André Chénier - Paul Fort - Théophile Gautier - Victor Hugo - Francis Jammes - Jean de La Fontaine (3) - André Lafon - Alphonse de Lamartine - Philéas Lebesgue - Anna de Noailles - Jean Richepin - Arthur Rimbaud - Maurice Rollinat - Marguerite Soleillant |  |

## Lectures actives - Cours moyen2eannée
Dans sa première édition, cet ouvrage s'intitulait Lectures actives - Cours moyen. Le contenu et la pagination sont identiques.
CopyrightLibrairie Hachette 1951
Parution(1956)
ImprimeurBrodard et Taupin
Format12,5 x 20 cm (1e éd.) ; 12,2 x 19,6 cm (éd.ultérieures)
Couleur de la couverturebordeaux et beige (toilé)
Pagination384 pages
Illustrationsnon précisé
Ce manuel propose 121 textes (dont 13 poèmes), regroupés en 28 thèmes (Souvenirs de vacances, Quand jeunesse se passe, Histoires de bêtes, Le courage et la peur, Voyages et explorations, Les temps héroïques etc.)
Chaque texte en prose occupe environ 2 à 3 pages, et est généralement illustrés d'une vignette en une seule couleur. Il est suivi d'« Exercices de mémoire », d'« Exercices de jugement », d'un « Concours de la meilleure lecture », et souvent d'un exercice de « Compte-rendu de lecture ». Les textes en vers sont suivis de questions sur « Le sens du poème ».
NB. Autre édition : 1968 (illustrations Jacques Adam).
Liste alphabétique des auteurs
| Textes en prose - Edmond About - Alain-Fournier - Vicki Baum - René Bazin - Marc Bernard (2) - Raymond Boisset - Henri Bosco - Léonce Bourliaguet (2) - Louis Bromfield - Pearl Buck - Albert Camus - Carnochan & Adamson (revue Constellation, 1948) - Reginald Campbell - Roland Charmy - Chateaubriand - Colette (2) - Maurice Constantin-Weyer - Paul Coze - Roger Courteville - Joseph Cressot (2) - Francis de Croisset | - A.J. Cronin - Ève Curie - Alphonse Daudet - Tristan Derème - Charles Dickens - Georges Duhamel (5) - Alexandre Dumas - Luc Durtain - Marc Elder - Jean d'Esme - Claude Farrère - Pierre Fisson - Anatole France (2) - Frison-Roche (3) - Robert Gaillard - Judith Gautier - Maurice Genevoix (2) - André Glory - Pierre Goemare - C.-A. Gonnet - Maurice Guierre - René Guillot - Louis Guilloux (2) | - Émile Henriot - R.P. Huc - Victor Hugo - Jerome K. Jerome - Joseph Kessel - Lamartine - Yan Larry - Eugène Le Roy - Johannes Linnankoski - Pierre Loti - Pierre Mac Orlan - Maurice Maeterlinck (2) - Ludovic Massé - Guy de Maupassant - André Maurois - René Mazelier - Mazo de la Roche - Pierre Mille (2) - Frédéric Mistral - Henry de Monfreid - Thyde Monnier - Georges Nigremont - Grey Owl | - Juliette Pary - Joseph Peyré - Henri Pourrat - René Préjelan - Jean Prévost - Rabelais - Charles-Ferdinand Ramuz - Jules Romains - J.-H. Rosny aîné - Jean-Jacques Rousseau - Romain Roussel - David Rousset - George Sand - Ivan Tourgueniev - Henri Troyat (2) - Albert Valentin - Roger Vercel (2) - Paul Vialar (2) - Voltaire - Louise Weiss - Émile Zola - Stefan Zweig | Textes en vers - Francis Carco - Paul Éluard - Théophile Gautier - José-Maria de Heredia - Victor Hugo (2) - Lamartine - Maurice Magre - Gérard de Nerval - Charles Péguy - Henri de Régnier - Émile Verhaeren (2) |

## Lectures actives - Cours élémentaire
Parution1954
Pagination192 pages
IllustrationsRaylambert

## Lectures actives - Cours élémentaire1reannée
CopyrightLibrairie Hachette 1953
Parution2e trimestre 1956
ImprimeurBrodard et Taupin
Format17 x 23,3 cm
Couleur de la couverturebleu et rose
Pagination160 pages
IllustrationsLidi
Sommaire
1. Museau-Pointu apprend à lire (Georges Riguet, Le Bazar aux Histoires)
2. Histoire de la petite feuille qui voulait danser (Pernette Chaponnière, Le Petit Ours de pain d'épice)
3. Dan, le petit trappeur canadien (Catherine Jacqueson, Le Petit Trappeur)
4. Dans cette maison-là… (Lina Roth, Histoires de cette Maison-là)
5. Frère et sœur (Colette Vivier, La Maison des petits bonheurs)
6. Un ménage uni (Hans Christian Andersen, adapté par Marie Colmont)
7. Grindel et le Julbock (adapté de Marcelle Vérité, Le Roi, l'Ours et le petit Hérisson)
8. Un petit sapin voulait être arbre de Noël (Marie-Louise Vert, Un pinson chantait)
9. Chonchon, l'ours en peluche (d'après Paul Géraldy, Clindindin)
10. Patou (Elizabeth Coatsworth, Le Grand Livre des Chiens)
11. Le lièvre et les pintades (d'après Louis Guillot, Au Pays des Bêtes sauvages)
12. Le Grand Loup Noir (Léonce Bourliaguet, Mitou-les-Yeux-Verts)
13. Naï, le petit Esquimau courageux (Luda, Contes du Grand Nord)
14. Croque, le crocodile (Marcelle Vérité, Conte noir pour un Enfant blanc)
15. Fing (Léonce Bourliaguet, Hototogisu)
16. Le petit Marronnier (Claude Aveline, L'Arbre Tic-Tac)
17. Un œuf en bois (Marie Colmont, Pauv'Coco)
18. Le moulin de Grégoire (André Baruc, Contes de la Zérosième)
19. Marc et son étoile (Christian Pineau, Plume et le Saumon)
20. Madame Soixante Mille (Louise Désormais, Ce qu'on voit au bout du métro)
21. L'Écureuil de M. Aveline (adapté de Claude Aveline, Et de quoi encore ?)

## Lectures actives - Cours élémentaire2eannée
CopyrightLibrairie Hachette 1952
Parution2e trimestre 1956
ImprimeurBrodard-Taupin
Format17 x 23,3 cm
Couleur de la couverturemarron et beige
Pagination192 pages
IllustrationsLine Touchet
Sommaire
- Enfance en liberté.
  - 1. Deux amis (Paul Géraldy, Clindindin)
  - 2. Méipe ou tout est bien (André Maurois, Méipe ou la Délivrance)
  - 3. Manelle voyage (Claire Sainte-Soline[3], Et l'enfant que je fus…)
  - 4. Un agréable passe-temps (Émile Gérard-Gailly, Le Coin où le veau est mort)
  - 5. Une victoire (Georges Duhamel, Les Plaisirs et les Jeux)
  - 6. Un beau costume (Roland Charmy, Le Livre de Maman)
  - 7. Une surprise (Katherine Mansfield, La Mouche)
  - 8. Espérantos le malicieux (André Davesne et Joseph Gouin, Contes de la Brousse et de la Forêt)
  - 9. Un cochon en pain d'épices (Léopold Chauveau, Les deux font la paire)
  - 10. Maladresse (Henri Troyat, Tant que la Terre durera)
  - 11-14. Tentation / Capture d'un écureuil / Comment Sophie s'apprête à recevoir ses amis / Une fameuse idée (Comtesse de Ségur, Les Malheurs de Sophie)
- L'école et la maison.
  - 15. Daniel n'a pas de chance (Gabrielle Roy, Bonheur d'occasion)
  - 16. Dix en calcul ! (Colette Vivier, La Maison des petits bonheurs)
  - 17. Un maître bien étonné (Eric Kaestner, Deux pour une)
  - 18. Une leçon de grammaire (Mathilde Alanic, La petite Miette)
  - 19. Un artiste en herbe (Anatole France, Filles et garçons. Scènes de la Ville et des Champs)
  - 20. L'hippopotame n'est pas content (Jeanne Cappe, Un Tas d'histoires)
  - 21. Au jardin (Jules Lemaître, Petits Contes)
  - 22. Au grenier (Gérard-Gailly, Le Coin où le veau est mort)
  - 23. Dans la maison la nuit (Kenneth Grahame, L'Âge d'Or)
  - 24-28. Une maison dans un chou / Dans la cuisine de la Ronchune / Qu'on est bien chez soi ! / Les méchants sont toujours punis / Dans un magasin de jouets (Geneviève Fauconnier, Trois petits enfants bleus)
- Noël. Les étrennes.
  - 29. On a volé la barbe du Père Noël ! (Marcelle Vérité, La Barbe du Bonhomme Noël)
  - 30. L'arbre de Noël d'Anne-Lise (Marie Colmont, dans Paris-Soir, 24.12.38)
  - 31. Le Père Noël des Rats (Jean Bosshard, Le Marchand de sable attendra)
  - 32. Une surprise manquée (Claude Aveline, Et de quoi encore ? )
  - 33. Étrennes tristes (Jean Aicard, L'âme d'un enfant)
  - 34. Une maison de poupée (Katherine Mansfield, La Mouche)
  - 35. La toilette de Denise (Claire Sainte-Soline[3], Et l'enfant que je fus…)
  - 36-40. Comment Bimbi perdit un œil / Les jouets arrêtent un voleur / Que d'eau ! Que d'eau ! / Une injustice / Quand un éléphant couve des œufs (Estrid Ott, Bimbi à la ferme)
- Hiver.
  - 41. Un accident (Mme Michelet, Mémoires d'une Enfant)
  - 42. Frison est-il mort de froid ? (Johanna Spyri, Kornelli)
  - 43. Pauvre Murk ! (Felix Salten, Hops)
  - 44. Perdus dans une tempête de neige (Simone Roger-Vercel, Floki et le renne blanc)
  - 45. Le petit enfant de neige (Paul Delarue, L'Amour des trois Oranges)
- Qualités et défauts.
  - 46. Riquet veut être malade (Colette Vivier, La Maison des petits bonheurs)
  - 47. Un tour pendable ! (Lucie Delarue-Mardrus, Le roman de six petites filles)
  - 48. Le tonneau de miel (Alexandre Dumas, Mes Mémoires)
  - 49. Brutalité (Paul Géraldy, Clindindin)
  - 50. De gentils garçons (Juliana Ewing, Perronet)
  - 51-54. Gobe-Lune le naïf / Pour blanchir un chat / Des œufs de coq ! / L'enlèvement de Gobe-Lune (André Baruc, Gobe-Lune)
- Le mois des contes.
  - 55. Qui épousera la princesse Marycia ? (Kornel Makuszyński, Marycia, la princesse au cœur de glace)
  - 56. Le Roi Lion retrouve ses lunettes (Charles Vildrac, Les Lunettes du Lion)
  - 57. L'oiseau qui volait dans la mer (Claude Aveline, Et de quoi encore ?)
  - 58. Grain-d'Aile, la petite fille qui avait des ailes (Paul Éluard, Grain-d'Aile)
  - 59. La méchanceté d'un hérisson (Marcelle Vérité, Le Roi, l'Ours et le petit Hérisson)
  - 60. Le pain bossu (Ludovic Massé, Les Grégoire, t.II : Fumées de village)
  - 61. Deux contre un (Léopold Chauveau, Les deux font la paire)
  - 62. Comment le lièvre captura un serpent (André Davesne et Joseph Gouin, Contes de la Brousse et de la Forêt)
  - 63. L'histoire du petit oignon ambitieux (Léonce Bourliaguet, Les Fléaux du Vervelu)
  - 64-68. L'histoire d'un bébé vraiment minuscule / Un garçon décidé / Feuille de Maté fait des emplettes / Une idée très audacieuse / Tout est bien qui finit bien (Geneviève Serreau[6], Contes du Chili)
- Vraies histoires de bêtes.
  - 69. Fricasse (Lucie Delarue-Mardrus, L'Enfant au coq)
  - 70. Comment grand-père perdait ses chats (Louis Guilloux, Le Pain des rêves)
  - 71. Le voyageur épuisé (Marc Bernard, Vert et argent)
  - 72. Glouglou le pigeon sauveur (Pierre de Latil, Les Voyages des animaux)
  - 73. Chou à la crème ou patte de lapin ? (Louise Weiss, Souvenirs d'une enfance républicaine)
  - 74. La chèvre est perdue ! (Judith Gautier, Le Collier des Jours)
  - 75. Dame Jeanne, l'oie savante (Anton Tchekhov, adapt. M. Alexandre, Roussette)
  - 76. Voulez-vous apprendre à compter à votre chien ? (Jean Buzançais, Le Cirque des merveilles)
  - 77-79. Une rencontre / Un gentil camarade / Les bêtes abandonnées (Marjorie Kinnan Rawlings, Jody et le faon)
- Aux beaux jours.
  - 80. En attendant les beaux jours (Georges Duhamel, Fables de mon jardin)
  - 81. Un garçon courageux (Paul-Jacques Bonzon, Loutsi, chien)
  - 82. L'hirondelle qui fit le printemps (Maurice Genevoix, L'hirondelle qui fit le printemps)
  - 83-84. Où Pfitt passe-t-elle l'hiver ? / L'araignée aviatrice (Pierre de Latil, Les Voyages des animaux)
  - 85. Un chauffeur intrépide (Jeanne Cappe, Un tas d'histoires)
  - 86. La première pêche du petit Knut (Wilhelm Moberg, Mauvaise note)
  - 87. Un pique-nique manqué (Frederik van Eden, adapt. A.Bailly, Le petit Johannes)
  - 88-92. Amadou le Bouquillon échappe au boucher / Amadou et le loulou blanc / Amadou ne peut pas dormir / Une belle peur / Un compagnon turbulent (Charles Vildrac, Amadou le Bouquillon)
- Récitations.
  - Berceuse des fées (Élisabeth Borione, extrait de Pin, pon d'or)
  - Dix degrés en dessous (Marcelle Vérité, Dame Capucine et autres chansons)
  - La mort des vieux jouets (Maurice Magre, La Mort des vieux jouets)
  - La brodeuse du printemps (Marthe Boissier, extrait de Pin, pon d'or)

## Lectures actives et Textes documentaires (F.E.P, C.E.P.)
(Certificat d'Études Primaires, Classes de Fin d'Études)
CopyrightLibrairie Hachette 1954
Parution1954
ImprimeurBrodard et Taupin
Format12,3 x 19,7 cm
Couleur de la couverturebordeaux et beige
Pagination278 pages
Illustrationsnon précisé
Photographiesdivers
Ce recueil comprend une première partie Lectures actives, « fidèle à l'esprit de la collection » (62 textes dont 13 en vers, répartis en 24 thèmes) et une partie Textes documentaires, « authentiques, vivants et relatifs à des événements contemporains » (26 textes et 1 poème, répartis en 18 thèmes).
Première partie - Liste alphabétique des auteurs
| Textes en prose - Balzac - Henri Bosco - Benigno Caceres - Francis Carco - Chateaubriand - Colette (2) - Joseph Conrad - A.J. Cronin - Alphonse Daudet - Jacques Deval - Georges Duhamel (2) | - Alexandre Dumas - Anatole France - André Gide - Jean Giono - Louis Guilloux - Ernest Hemingway - Victor Hugo - Alphonse de Lamartine - Jules Leroux - Pierre Loti (2) - Maurice Maeterlinck - Georges Magnane | - Ludovic Massé - Guy de Maupassant - François Mauriac - Molière - Marcel Pagnol - Henri Pourrat - René Préjelan - Rabelais - Racine - Isabelle Rivière - Jean-Jacques Rousseau - Antoine de Saint-Exupéry | - Saint-Simon - George Sand (2) - Scarron - André Soubiran - Stendhal - Roger Vercel - Paul Vialar - Voltaire - Émile Zola (2) | Textes en vers - Jean Antoine de Baïf - Boileau - Corneille - Fernand Gregh - José-Maria de Heredia - Victor Hugo - La Fontaine - Lamartine - Leconte de Lisle - Anna de Noailles - Émile Verhaeren (2) - Alfred de Vigny |  |

Deuxième partie - Textes par thèmes
- Traits de caractère : La découverte du radium (Ève Curie) ; Victoire sur l'Everest (Edmund Hillary) ; Au service des Noirs d'Afrique (Dr Albert Schweitzer)
- Progrès de la science : La première réanimation (Jean Éparvier) ; La pluie à volonté (Robert Jungk) ; Volailles sur mesure (Robert Jungk) ; Prochains voyages interplanétaires (Pierre Devaux) ; Comment vivra-t-on dans cent ans (René Barjavel)
- Les hommes : Comment on franchit le mur du son (Neville Duke) ; Lindbergh au Bourget (Charles Lindbergh)
- Travail d'hier, travaux d'aujourd'hui : Le percement du canal de Suez (Erckmann-Chatrian) ; Le percement du tunnel Arc-Isère (André Sévry) [7]
- Chance et malchance : Voyage sans retour (Jacques Perret)
- Épreuves : Anecdotes des années noires [5] (Jean Galtier-Boissière et Ch. Braibant) ; Le grand jour [5] (Georges Duhamel) ; Les Hollandais et la mer (Pierre Devaux) [7]
- Les animaux : Souvenirs de la Terre Adélie (Michel Barré)
- Les relations sociales : L'exploration des gouffres (Haroun Tazieff)
- La mer : En plongée (Hans Hass) ; À la recherche des grands fonds (A. Baïssas) ; Par 4 050 mètres de fond (Houot et Willm) [7]
- L'éducation et l'instruction : Écoles de brousse (Denis Perier Daville) [7]
- L'enfant : Souvenirs d'un enfant noir (Camara Laye)
- Les voyages : Regards sur l'Amérique (Pierre et Renée Gosset), Dimanche de printemps à Moscou (Michel Gordey)
- Pays lointains : Hospitalité nippone (Georges Duhamel)
- Poème : Si… (Rudyard Kipling)

## Ainsi Font Font Font - Lectures actives Premier livre
CopyrightLibraire Hachette 1955
Parution1955
ImprimeurGeorges Lang, Paris (reliure Brodard et Taupin)
Format16,7 x 23,2 cm
Couleur de la couverturevert, illustration : rouge, jaune et noir
Pagination96 pages
IllustrationsLidi
Sommaire
1. Histoire d'un petit garçon qui a 22 noms (Paul Géraldy, Clindindin)
2. Marlaguette et le loup (Marie Colmont, Marlaguette)
3. Un pays extraordinaire (Jeanne Cappe, Boumdodo)
4. Biqueblanche, le melon et les roses (Lina Roth, Histoires de cette Maison-là)
5. Atchoum ! (Olga Cabral, Les Sept Atchoums)
6. Les aventures de Perlette, goutte d'eau (Marie Colmont, Histoire de Perlette, goutte d'eau)
7. Quand la Tortue bat le Lièvre à la course (Léopold Chauveau, Le petit Père Renaud)
8. Zii l'imprudente (Marie-Louise Vert, Contes de Perrette - 1e série)
9. Histoire d'un Pucereau (Claude Aveline, Et de quoi encore ?)
10. La pêche de Badoulet (Marcelle Vérité, Le petit Lapin dans la Lune)
11. Où est Virevolte, l'hirondelle mignonne ? (Marie-Louise Vert, Contes de Perrette - 4e série)
12. Monsieur Pouf sous la pluie (Muriel Levy[8], Les Aventures de Pouf)
13. Les Cinq frères chinois (Claire Huchet-Bishop, Les cinq Frères Chinois)

## 3 petits tours… et puis s'en vont - Lectures actives Second livre
CopyrightLibrairie Hachette
Parution2e trimestre 1957
ImprimeurGeorges Lang (reliure Brodard et Taupin)
Format16,7 x 23,2 cm
Couleur de la couverturerouge, illustration : vert, jaune et noir
Pagination96 pages
IllustrationsVera Braun
Sommaire
1. Rosée au jardin (Guil, L'histoire de Rosée)
2. Deux oursons trop gloutons (Natha Caputo, Contes des Quatre vents)
3. Tchoutchou le petit train (Alf Evers, Le joyeux petit train)
4. Pouf va au cirque (Muriel Levy[8], Les Aventures de Pouf)
5. Les rainettes quittent le marais (Jean Ollivier, Si le Marais parlait)
6. La pierre contente (Marie-Louise Vert, Un pinson chantait)
7. Le Bon Lion s'en va en ville (Louise Fatio, Le Bon Lion)
8. Jolie maison, vilain garçon ! (Marie Colmont, Pip et sa Maison)
9. Onésime veut voyager  (Pernette Chaponnière, Le petit Ours en pain d'épice)
10. La marmite magique (Florence Houlet, Histoires pour toi)
11. Le pékinois de la princesse de Mou (Elizabeth Coatsworth, Le Grand Livre des Chiens)
12. Les cinq poulettes (Mme M. Drouin et M. Jean, Cinq jolies Poulettes)
13. Bella (Hélène Guastalla, Bêtes à histoires)